# Quận Brown, Nebraska
Quận Brown là một quận thuộc tiểu bang Nebraska, Hoa Kỳ. Quận lỵ đóng ở thành phố Ainsworth 6.

## Địa lý

### Quận giáp ranh
- Quận Keya Paha, Nebraska - bắc
- Quận Rock, Nebraska - đông
- Quận Loup, Nebraska – đông nam
- Quận Blaine, Nebraska - nam
- Quận Cherry, Nebraska - tây

## Thông tin nhân khẩu
Theo điều tra dân 2 năm 2000, đã có 3.525 người, 1.530 hộ gia đình, và 996 gia đình sống trong quận hạt. Mật độ dân số là 3 người trên một dặm vuông (1/km ²). Có 1.916 đơn vị nhà ở với mật độ trung bình 2 trên một dặm vuông (1/km ²). Cơ cấu chủng tộc của quận bao gồm 98,64% người da trắng, 0,03% da đen hay Mỹ gốc Phi, 0,20% người Mỹ bản xứ, 0,26% châu Á, Thái Bình Dương 0,03%, 0,23% từ các chủng tộc khác, và 0,62% từ hai hoặc nhiều chủng tộc. 0,82% dân số là người Hispanic hay Latino thuộc một chủng tộc nào. 43,0% là của Đức, 11,7% người Mỹ, 11,6% tiếng Anh và 8,2% gốc Ailen theo điều tra dân số năm 2000.
Có 1.530 hộ, trong đó 26,60% có trẻ em dưới 18 tuổi sống chung với họ, 57,00% là đôi vợ chồng sống với nhau, 5,90% có một chủ hộ nữ và không có chồng, và 34,90% là không gia đình. 31,60% hộ gia đình đã được tạo ra từ các cá nhân và 16,90% có người sống một mình 65 tuổi hoặc lớn tuổi hơn là người. Cỡ hộ trung bình là 2,27 và cỡ gia đình trung bình là 2,86.
Trong quận, độ tuổi dân số được trải ra với 24,80% dưới độ tuổi 18, 5,20% 18-24, 22,80% 25-44, 24,70% từ 45 đến 64, và 22,50% từ 65 tuổi trở lên người. Độ tuổi trung bình là 43 năm. Đối với mỗi 100 nữ có 96,50 nam giới. Đối với mỗi 100 nữ 18 tuổi trở lên, đã có 92,30 nam giới.
Thu nhập trung bình cho một hộ gia đình trong quận đã được $ 28.356, và thu nhập trung bình cho một gia đình là $ 35.029. Phái nam có thu nhập trung bình $ 23.986 so với 17.135 $ cho phái nữ. Thu nhập bình quân đầu người là 15.924 $. Giới 8,50% gia đình và 11,10% dân số sống dưới mức nghèo khổ, bao gồm 14,70% những người dưới 18 tuổi và 6,80% của những người 65 tuổi hoặc hơn.